# Fourth Dimension
Fourth Dimension är det finska power metal-bandet Stratovarius fjärde studioalbum, utgivet i april 1995 på T&T Records och i Japan på Victor.
Det är Stratovarius sista album med keyboardisten Antti Ikonen och trummisen Tuomo Lassila, tillika det första med sångaren Timo Kotipelto.

## Låtlista
1. "Against the Wind" – 3:48
2. "Distant Skies" – 4:10
3. "Galaxies" – 5:01
4. "Winter" – 6:32
5. "Stratovarius" (instrumental) – 6:22
6. "Lord of the Wasteland" – 6:10
7. "030366" – 5:47
8. "Nightfall" – 5:09
9. "We Hold the Key" – 7:53
10. "Twilight Symphony" – 7:00
11. "Call of the Wilderness" (instrumental) – 1:30

Bonusspår på japanska utgåvan
1. "Dreamspace" (Live) – 6:16

## Medverkande
Musiker
- Timo Kotipelto – sång
- Timo Tolkki – gitarr, bakgrundssång
- Jari Kainulainen – basgitarr
- Antti Ikonen – keyboard
- Tuomo Lassila – trummor

Bidragande musiker
- Marko Vaara – bakgrundssång
- Kimmo Blom – bakgrundssång
- Kimmo Tullila – stråkar
- Marika Bister – stråkar
- Petteri Poijärvi – stråkar
- Antero Manninen – stråkar

Produktion
- Timo Tolkki – producent, inspelningstekniker, mixning
- Tuomo Lassila – arrangemang
- Mika Jussila – mastering
- Markus Itkonen – albumkonst, layout
- Susanne Nokelainen – bandlogotyp
- Lasse Lehtiranta – foto